# Repubblica Serba di Krajina
La Repubblica Serba di Krajina (serbo: Republika Srpska Krajina, in cirillico: Република Српска Крајина, РСК) fu una entità autoproclamata dalla popolazione di etnia serba abitante nelle regioni storiche di Krajina e Slavonia, all'interno del territorio della Repubblica di Croazia, da poco proclamatasi indipendente dalla Jugoslavia.  
È stata proclamata il 12 maggio 1991 con capitale Tenin, in seguito al referendum indetto dal governo locale per decidere se la regione dovesse staccarsi dalla neo-indipendente Croazia e rimanere nella Jugoslavia, e non ricevette mai alcun riconoscimento internazionale (la Croazia fu riconosciuta da parte della comunità internazionale verso la fine di quell'anno). 
L'intero territorio della Repubblica Serba di Krajina è tornato sotto il controllo croato tra il 1995, con la cosiddetta Operazione Tempesta, e il 1998 con l'Accordo di Erdut. La fine dell'effimera repubblica ha conseguentemente visto l'esodo più o meno volontario di molti serbi da questo territorio. 

## Storia

### Panorama storico
Il nome Krajina (che significa "frontiera") deriva dalla Frontiera Militare che la monarchia asburgica creò tra il 1553 e il 1578 ricavandola da parti delle terre della corona di Croazia e Slavonia, con l'obiettivo di difendersi dall'espansione dell'Impero Ottomano. Gli Austriaci quindi incentivarono in queste terre di confine la presenza e l'insediamento di serbi provenienti dalla Bosnia ottomana ma anche dal Kosovo in funzione anti-ottomana.
Già all'indomani della fine della prima guerra mondiale e della creazione del Regno di Jugoslavia cominciarono ad emergere le prime tensioni tra i croati e i serbi di Krajina, visti come estranei in terra croata. La violenza sfociò con grande forza durante la seconda guerra mondiale con lo Stato Indipendente di Croazia che promosse una politica di pulizia etnica e genocidio dei serbi che vivevano all'interno dello stato croato. 

### Le guerre jugoslave
Nel 1991 inizia la guerra di indipendenza croata per volontà della Croazia di staccarsi da ciò che rimaneva della vecchia Jugoslavia socialista. Le minoranze serbe presenti sul territorio croato su spinta del presidente serbo Slobodan Milošević proclamano unilateralmente la propria indipendenza. La Repubblica Serba di Krajina nacque ufficialmente il 19 dicembre 1991 con l'unione della Regione Autonoma Serba di Krajina e della Regione Autonoma Serba della Slavonia Occidentale (il 26 febbraio 1992 fu annessa anche la Regione Autonoma Serba della Slavonia Orientale, Baranja e Sirmia occidentale).
Nell'agosto 1995 le forze dell'esercito croato misero in atto l'operazione Tempesta rioccupando gran parte del territorio della repubblica Serba di Krajina, mentre solamente nel 1998 l'ONU abbandonò una zona cuscinetto tra Croazia e Jugoslavia, nella parte più orientale della Slavonia (accordo di Erdut).
L'operazione dell'esercito croato ha espulso circa 250.000 persone dai loro domicili. Più di 20.000 case dei serbi sono state bruciate, mentre le altre sono state danneggiate e derubate.

## Autorità

### Presidenti della Repubblica
- Milan Babić (1991-1992) - SDS
- Mile Paspalj (1992) - SDS (ad interim)
- Goran Hadžić (1992-1994) - SDS
- Milan Martić (1994-1995) - SPS

### Presidenti del Governo
- Dušan Vještica (1991-1992) - SDS
- Risto Matković (1992) - SDS (ad interim)
- Zdravko Zečević (1992–1993) - SDS
- Đorđe Bjegović (1993–1994) - SPS
- Borislav Mikelić (1994–1995) - indipendente
- Milan Babić (1995) - SDS